# Ermanno Cressoni
Ermanno Cressoni (Milano, 22 luglio 1939 – Milano, 30 giugno 2005) è stato un architetto e designer italiano, specializzato nella realizzazione di automobili.

## Biografia

### L'inizio all'Alfa Romeo

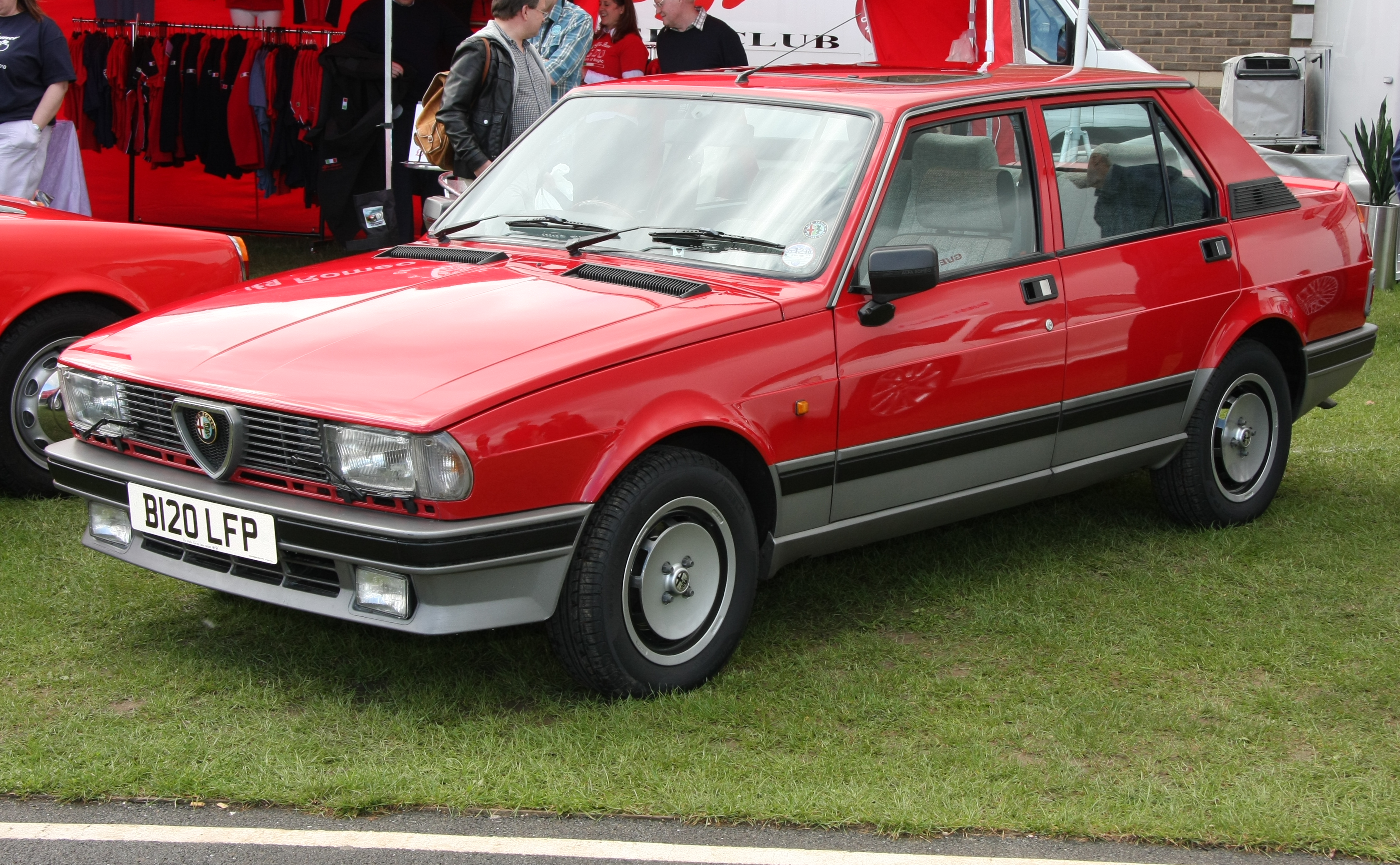
Alfa Giulietta, la prima auto disegnata da Cressoni che racchiude tutti gli stilemi del designer italiano, ovvero "la linea a cuneo"

Appena laureato in architettura è assunto al Centro Stile dell'Alfa Romeo nel 1965, per poi assumerne la carica di direttore nel 1975, diventando primo architetto in assoluto a capo di un centro stile automobilistico.
Nella sua carriera ha disegnato modelli quali la 33 e la 75, ma il suo capolavoro è la Giulietta del 1977 caratterizzata nello stile dal cosiddetto "cuneo sportivo", con cui introduce la linea a cuneo che contraddistinguerà le Alfa Romeo successive e diventa in assoluto l'archetipo per le vetture sportive. Inoltre si deve a lui il brevetto del caratteristico freno a mano a forma di maniglia ad "U" dell'Alfa 75.

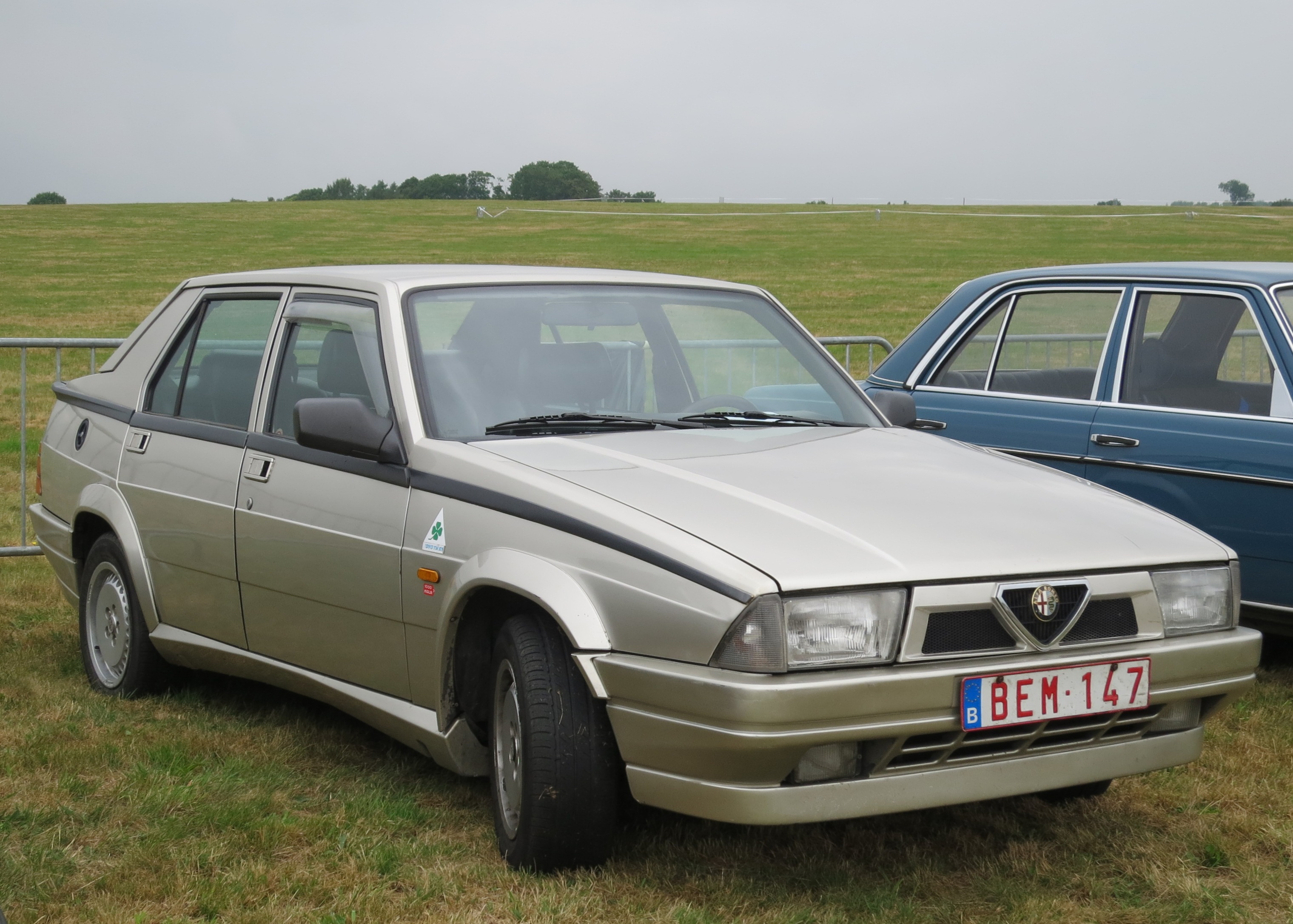
Alfa Romeo 75, opera più nota dello stilista meneghino

### Il passaggio alla Fiat
Nel 1986 chiamato dalla FIAT lascia l'Alfa Romeo; in qualità di direttore del Centro Stile FIAT, tra le realizzazioni più rilevanti dirige la squadra di progettazione della Cinquecento che lui stesso promosse fortemente in azienda; La Cinquecento fu definita dal padre della mitica 500 Dante Giacosa: "una vettura ben riuscita, piccola fuori e grande dentro". Partecipa inoltre all'ideazione delle Bravo/Brava, della Coupé in collaborazione con Chris Bangle, firmata negli interni dalla Pininfarina, della Alfa Romeo 145 e della Fiat Barchetta con Andreas Zapatinas. 
Dal 1993, quando il Centro Stile è oramai unificato a tutti i marchi del gruppo (Alfa, Fiat, Lancia, Autobianchi, Innocenti, i cui Centri Stile - oramai divenuti funzioni all'interno di una medesima struttura - condividevano personale, e spesso anche progetti, in un'ottica di unificazione ed economia di scala) passa a seguire i progetti di Advanced Engineering; in questo ruolo sviluppa i prototipi Fiat Scia del 1993 e Fiat Armadillo del 1996, e infine - dal 1996 al 1998 - coordina il progetto Lancia Dialogos con Pietro Camardella e Mike Robinson della Lancia. 

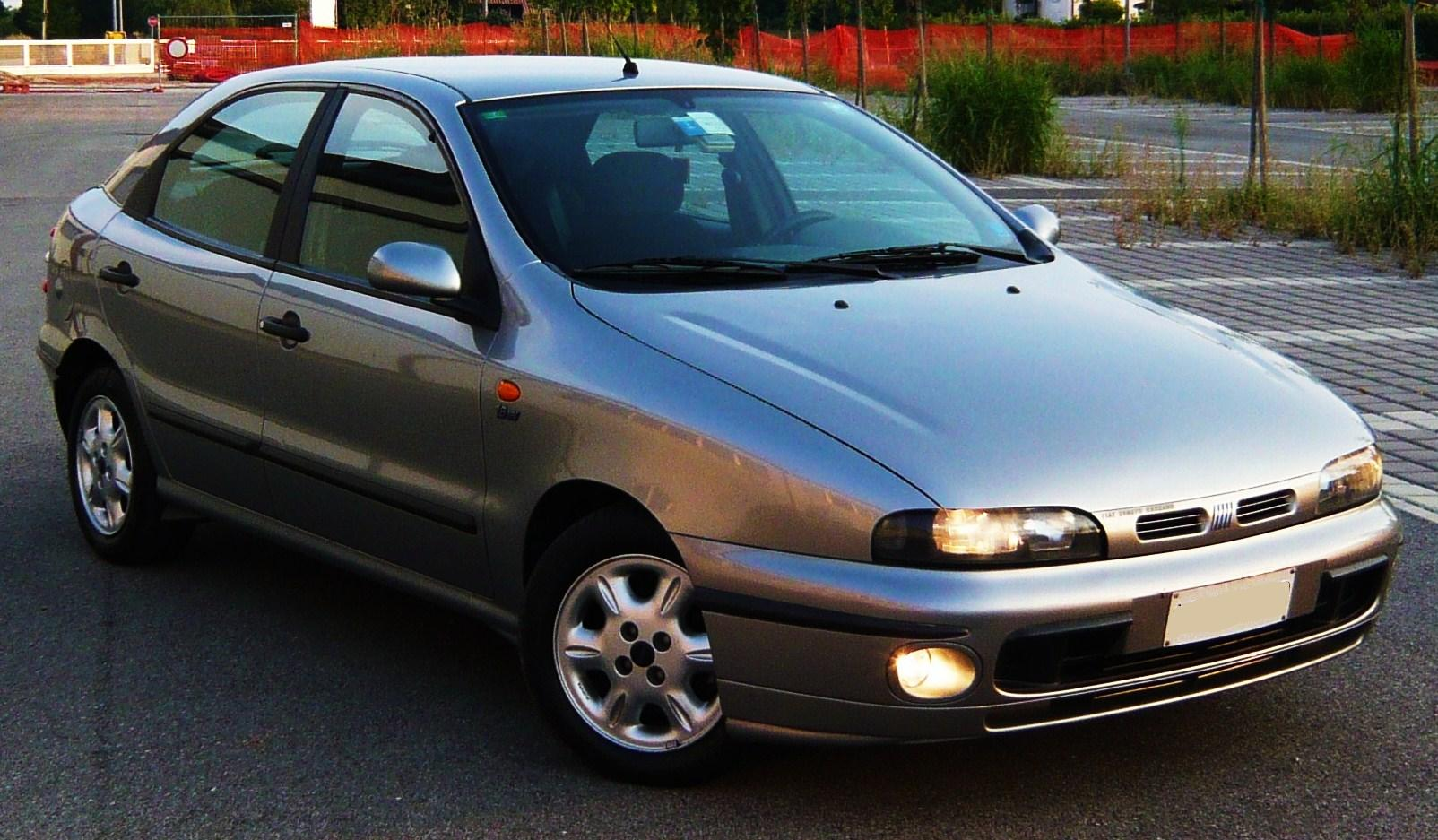
Fiat Brava del 1997, una delle auto più vendute realizzate da Cressoni

Sempre votato all'innovazione, nel 1998 ottiene dall'allora AD del Gruppo FIAT Paolo Cantarella l'autorizzazione a fondare il Centro Ricerche Design (CRD), primo abbozzo di Advanced Design del gruppo, seguito da Pietro Camardella come chief designer d'esterni, con la missione di connettere ricerca e sviluppo di prodotti, attraverso la realizzazione di concept sviluppabili poi per le vetture di tutto il corporate. Il primo frutto di questo processo è il concept Lancia Nea sviluppato con Pietro Camardella come chief designer, presentato a Parigi nel 2000. Il concept Lancia è sviluppato in stretta collaborazione con il centro stile Lancia diretto allora da Mike Robinson e con i designers Marco Tencone e Alberto Di Lillo.
Nel 1999 lascia il CRD, alla guida del quale subentra Pietro Camardella. Cressoni viene chiamato alla guida della funzione Stile del gruppo FIAT, dopo l'ing. Carlo Maria Fugazza, in occasione della partnership con la General Motors. A fine 2000 lascia la carica di Responsabile di quello che si chiama "Ente Stile di Fiat Auto", ente di coordinamento per i marchi Alfa Romeo, Lancia e Fiat, sostituito da Humberto Rodriguez, rimanendo nell'ambito della Direzione Tecnica, con responsabilità sulle attività di "Advanced Design".
Terminerà la sua carriera come consulente alla I.De.A Institute; un male incurabile lo porta via all'età di sessantacinque anni.
La forte personalità unita alle grandi qualità umane, oltre che professionali, la cultura enciclopedica, ne facevano un grande valorizzatore di talenti che si sono affermati nel campo del design automobilistico mondiale.

## Modelli progettati
- Alfa Romeo Alfetta (1972-1984) (sviluppo parziale)
- Alfa Romeo Giulietta (116) (1977-1985)
- Alfa Romeo 33 (1983-1995)
- Alfa Romeo 75 (1985-1993)
- Fiat Cinquecento (1991-1998)
- Fiat Coupé (1993) (sviluppo parziale)
- Alfa Romeo 145 (1994) (sviluppo parziale)
- Fiat Barchetta (1995-2005) (sviluppo parziale)
- Fiat Bravo e Brava (1995-2002)
- Fiat Scia (1993)
- Fiat Armadillo (1996)
- Lancia Dialogos (1999) (sviluppo parziale)